# Tansey Coetzee
Tansey Coetzee (Johannesburg, 8 ottobre 1984) è una modella sudafricana, eletta Miss Sudafrica 2007.
In seguito ha rappresentato il Sudafrica a Miss Universo 2008, che si è tenuto a Nha Trang, in Vietnam dove è riuscita ad entrare nella rosa delle prime quindici finaliste, classificandosi alla fine al tredicesimo posto.
Inoltre la modella sudafricana ha partecipato a Miss Mondo 2008 il 13 dicembre 2008 a Johannesburg, dove si è classificata fra le prime quindici finaliste, classificandosi alla fine al tredicesimo posto.
Tansey Coetzee è laureata in Comunicazione aziendale presso la Rand Afrikaans University. Parla fluentemente inglese, spagnolo e afrikaans.